# IL-2 Sturmovik (Computerspiel)
IL-2 Sturmovik ist eine Zweiter-Weltkrieg-Flugsimulation des russischen Spieleentwicklers 1C:Maddox Games. Es ist nach dem sowjetischen Schlachtflugzeug Iljuschin Il-2 benannt. Die Grundversion wurde Ende 2001 veröffentlicht und außerhalb Russlands von Ubisoft vertrieben. IL-2 setzte vor allem aufgrund seiner Grafik, der Realitätsnähe und des ungewöhnlichen Szenarios neue Maßstäbe für Flugsimulationsspiele. Mit dem Nachfolgeprodukt IL-2: Forgotten Battles (2003) und dessen Erweiterungen Pacific Fighters (2004) und IL-2 Sturmovik: 1946 (2006) wurde die Simulation weiterentwickelt.

## Spielinhalt
IL-2 simuliert Einsätze der Luftwaffen der Achsenmächte und der Alliierten an der deutsch-sowjetischen Front im Zweiten Weltkrieg. Der Spieler übernimmt hauptsächlich die Rolle eines Piloten der Luftwaffe oder der sowjetischen Luftstreitkräfte. Das Spiel bietet in seiner Grundfassung die Möglichkeit, mehrere historische Flugzeuge zu fliegen und konzentriert sich dabei in erster Linie auf die titelgebende sowjetische Iljuschin Il-2 sowie auf die deutsche Messerschmitt Bf 109. Weitere spielbare Flugzeuge sind LaGG-3, La-5, MiG-3, Jak-3, Jak-9, Bell P-39 und Focke-Wulf Fw 190. Diverse offizielle Aktualisierungen fügen dem Spiel unter anderem das Sturzkampfflugzeug Ju 87, die I-16, das Raketenflugzeug BI-1 und die polnische PZL P.11 hinzu. In Il-2: 1946 gibt es unter den insgesamt mehr als 100 fliegbaren Flugzeugen auch wenig eingesetzte Flugzeuge wie die Ar 234 und reine Entwicklungsstudien wie die Ta 183 oder den Senkrechtstarter Heinkel Lerche.
Der Spieler kann eine Kampagne starten, Einzelmissionen spielen sowie eigene Missionen erstellen. Da das Hauptaugenmerk mit der Il-2 auf einem Erdkampfflugzeug liegt, besteht die Mehrzahl der im Spiel mitgelieferten Missionen in der Bekämpfung von kleineren Bodenzielen wie Panzern, Fahrzeugkolonnen, Zügen und Schiffen. Auf deutscher Seite bestehen die Missionen meistens in Geleitschutz für Bomber sowie der Jagd nach sowjetischen Bombern. Die Operationsgebiete stellen groß angelegte einzelne Gebiete der Ostfront dar. Zu den umgesetzten Gebieten gehören u. a. Prochorowka, die Krim, die Kubanhalbinsel, Stalingrad, Moskau sowie Berlin und Umland, sodass sich das Operationsgebiet auf die wichtigsten Orte der Ostfront von 1941 bis 1945 erstreckt.

## Technik und Spielgefühl
IL-2 bot für die Verhältnisse zur Veröffentlichung eine hervorragende Grafik. Die Flugzeuge waren äußerst detailliert modelliert worden, aber auch die Landschaftsgrafik wirkte realistisch. Zu sehen waren unter anderem lange Flüsse mit Ufervegetation, großflächige Wälder und dicht bebaute Städte, die erkennbar in Wohnviertel, Innenstadtbereiche, Vorstädte und Industrie- und Hafengebiete gegliedert waren. Es wurden auch markante Landmarken, wie das Brandenburger Tor oder der Reichstag dargestellt. Ebenso bot die Grafikengine reflektierende Wasseroberflächen und realistische Wettereffekte.
Die Flugzeuge sind in ihren Flugeigenschaften realistisch umgesetzt. Außerdem wurden auch noch andere technische Aspekte des Fliegens umgesetzt, wie etwa die Motorentemperatur, die Trimmung oder die Stellung der Propellerblätter. So musste z. B. das Fahrwerk der I-16 manuell über mehrfache Tastendrücke ein- und ausgefahren werden, da ein maschinell einziehbares Fahrwerk auf diesem Flugzeugtyp nicht installiert war. Auch die verwendeten Waffen werden in ihrem Verhalten und in ihrer Wirkung realistisch umgesetzt. IL-2 steht im Ruf, die realistischste Simulation von Beschädigungen darzustellen. Dies soll heißen, dass das Flugzeug nach einem Treffer in den Flügel so zur Seite rollt und an Auftrieb verliert, wie es das in der Realität täte. Bei anderen getroffenen Stellen können etwa Seiten-, Höhen- oder Querruder beschädigt werden.

## Kritik
Die Reaktionen auf IL-2 waren zwiespältig. Die Fachpresse lobte die Grafik und die realistische Umsetzung, kritisierte aber vor allem die Eintönigkeit der Missionen und fehlende Atmosphäre der Präsentation außerhalb der Missionen. In diesem Zusammenhang wurde neben den sterilen Menüs und der schlechten Musik auch das Fehlen einer zusammenhängenden Hintergrundgeschichte, wie sie Strike Commander bot, bemängelt.
Die Community nahm das Spiel vorwiegend begeistert auf. Vor allem online wurde die Simulation ein großer Erfolg. Schon bald bildeten sich Clan-ähnliche virtuelle Geschwader, die mit diesem Spiel im Internet Luftkämpfe und langfristige „Online-Wars“ durchführten, an denen hunderte virtueller Piloten teilnahmen. Ebenso bildete sich eine aktive Szene aus Missionsbastlern und Grafikern für Bemalungsmuster, so dass bis heute von den Fans einige, zum Teil auch kommerzielle Erweiterungen veröffentlicht worden sind.
Kritik wurde jedoch von Offline-Piloten speziell am mangelnden Realismus der computergesteuerten Flugzeuge geübt. Auch der im Laufe der Veröffentlichung der Fortsetzungen verstärkte Kopierschutz sorgte durch Unverträglichkeiten mit verschiedener Hardware für Unmut.

## Erweiterungen und Nachfolger
Im Frühjahr 2003 erschien die Weiterentwicklung IL-2: Forgotten Battles, dem 2004 ein weiteres Add-on namens Aces Expansion Pack folgte. Ende 2004 schließlich kam Pacific Fighters heraus, das die Serie um den pazifischen Schauplatz und Einsätze von Flugzeugträgern ergänzt. Im Mai 2006 erschien nach der Veröffentlichung in Russland bereits zum Jahresanfang die Erweiterung Pe-2 mit einem neuen sowjetischen Bomber. Das Besondere an dieser Serie ist, dass sich IL-2: Forgotten Battles (FB), Ace Expansion Pack (AEP), Pacific Fighters (PF) und das PE-2-Add-on in der sogenannten „merged“-Installation zu einem einzigen großen Ganzen installieren lassen, wodurch sich Unmengen an verfügbaren Flugzeugen, Karten und Bodenobjekten ergeben.
Die Serie ging mit einer letzten offiziellen Erweiterung namens IL-2 Sturmovik: 1946 zu Ende. Diese wurde im Dezember 2006 veröffentlicht. Die Erweiterung enthält alle Vorgängerversionen des Spiels und ist, kombiniert mit dem aktuellen kostenlosen Patch, die Standard-Version für Online-Flüge. Sie enthält im Wesentlichen Flugzeugtypen der Nachkriegsära wie MiG-13 und Jak-15 sowie experimentelle Modelle, die nur auf dem Zeichenbrett existierten, wie zum Beispiel die Heinkel Lerche.
Im 3. Quartal 2009 wurde für Xbox-360, Playstation 3 und PSP der Nachfolger IL-2 Sturmovik: Birds of Prey veröffentlicht. Mehr als 50 Missionen decken den Zeitraum von der Schlacht von Stalingrad bis hin zur Schlacht um Berlin ab.
Am 28. Mai 2010 erschien mit Wings of Prey ein weiterer Nachfolger.
Der seit 2006 unter dem Namen Storm of War entwickelte Nachfolger der Serie ist seit dem 31. März 2011 von Ubisoft unter dem Namen IL-2 Sturmovik: Cliffs of Dover erhältlich.
Ab Version 4.09m hat sich 1C voll und ganz auf die Entwicklung der Nachfolger konzentriert, während die weitere Produktpflege für IL-2 in die Hände von Team Daidalos gelegt wurde. Team Daidalos veröffentlicht in unregelmäßigen Abständen weiterhin Updates für das Spiel, die nicht nur Bugs fixen, sondern auch den Inhalt erweitern, sei es durch neue steuerbare Flugzeuge oder komplett neue Spielmechaniken (zum Beispiel Radionavigation, realistische Torpedos und Bombenzünder, KI-Verbesserungen und vieles mehr). Das aktuelle Update wurde am 2. Mai 2019 veröffentlicht und bringt das Spiel auf die Version 4.14.1.